# Anticoagulant
Un anticoagulant és una substància endògena o exògena que inhibeix la coagulació de la sang en interferir algun dels seus mecanismes, afavorint que es produeix l'hemorràgia si cal.

## Anticoagulants endògens
En el plasma sanguini hi ha diferents antiacoagulants, l'antitromboplastina, l'antitrombina, l'anticoagulant lúpic (AL), etc.

## Anticoagulants exògens

### Heparina i substàncies derivades
L'heparina és l'anticoagulant que ofereix un marge de seguretat per a ésser utilitzat in vivo. L'heparina anul·la l'acció de la trombina en el procés de la coagulació.
Les heparines de baix pes molecular (HBPM) són les més emprades d'aquest grup.

### Cumarines (antagonistes de la vitamina K)
Les cumarines, d'estructura semblant a la vitamina K però d'efectes contraris, que actuen en el fetge i hi interfereixen la producció de la protrombina (factor II), del factor VII, del factor IX i del factor X de la coagulació.
Els més coneguts:
- Acenocumarol (Sintrom).
- Warfarina (Aldocumar).

### Anticoagulants orals directes
- Sobre el factor Xa: rivaroxaban (Xarelto), apixaban (Eliquis), edoxaban (Lixiana).
- Sobre la trombina: dabigatran (Pradaxa), argatroban (Arganova).

## Ús al laboratori
L'oxalat de sodi i el citrat de sodi, per exemple, actuen respectivament desionitzant i precipitant el calci (factor IV de la coagulació); no poden ser usats en terapèutica per la seva toxicitat, però hom els fa servir per a mantenir la sang fluida fora del cos.

### Plantes amb efecte anticoagulant
Tenen efecte anticoagulant:
- l'àlber
- l'ananàs
- el card marià
- el salze